# Jean-Marie Poiré
Jean-Marie Denis Alain Poiré, född 10 juli 1945 i Paris, är en fransk filmregissör och manusförfattare.

## Filmografi i urval
- 1974 – Comment réussir quand on est con et pleurnichard (manus)
- 1975 – Killen är kall - annars inga problem (manus)
- 1982 – Le père Noël est une ordure (manus och regi)
- 1983 – Papy fait de la résistance (manus och regi)
- 1986 – Twist i Moskva (manus och regi)
- 1993 – Visitörerna (manus och regi)
- 1995 – Skyddsänglarna (regi)
- 1998 – Visitörerna 2 (regi)
- 2001 – Just Visiting (manus och regi)